# Turčok
Turčok (hongrois : Turcsok) est un village de Slovaquie situé dans la région de Banská Bystrica.

## Histoire
La première mention écrite du village date de 1427.

## Démographie

### Évolution de la population
| Année:               | 1994. | 2004.   | 2014.    | 2024.   |
| -------------------- | ----- | ------- | -------- | ------- |
| Nombre de personnes: | 230   | 239     | 274      | 278     |
| Différence:          |       | +3,91 % | +14,64 % | +1,45 % |

| Année:               | 2023. | 2024.   |
| -------------------- | ----- | ------- |
| Nombre de personnes: | 275   | 278     |
| Différence:          |       | +1,09 % |